# Salvador Alvarado (gemeente)
Salvador Alvarado is een gemeente in de Mexicaanse deelstaat Sinaloa. De hoofdplaats van Salvador Alvarado is Guamúchil. Salvador Alvarado heeft een oppervlakte van 1.197 km² en 76.537 inwoners (census 2005).
De gemeente is genoemd naar Salvador Alvarado (1879-1924).
Ahome · Angostura · Badiraguato · Choix · Concordia · Cosalá · Culiacán · Eldorado · Elota · Escuinapa · El Fuerte · Guasave · Juan José Ríos · Mazatlán · Mocorito · Navolato · Rosario · Salvador Alvarado · San Ignacio · Sinaloa